# Melanotaenia kokasensis
Melanotaenia kokasensis is een straalvinnige vissensoort uit de familie van de regenboogvissen (Melanotaeniidae). De wetenschappelijke naam van de soort is voor het eerst geldig gepubliceerd in 2008 door Allen, Unmack & Hadiaty.